# アリ・アル＝ハマディ
アリ・アル＝ハマディ（Ali Al-Hamadi、2002年3月1日 - ）は、イラク・マイサーン出身のサッカー選手。イプスウィッチ・タウンFC所属。イラク代表。ポジションはFW。

## 人物
イラクのマイサーンで生まれた。1歳の時にイラク戦争の影響でイラクからイングランドのリヴァプールに移住をした
父親のイブラヒムは弁護士になるために勉強していたがサッダーム・フセインの独裁政権に対する平和的な抗議活動の一員であり、結局投獄された。母親は妊娠しており、父親は助けを借りて釈放され、イギリスへと向かった。戦争から逃れてきた多くのイラク人と同じように、彼も最初は母親とヨルダンに行き、その後イギリスで父親と再会した。初めて父親に会ったのは、アリが1歳4ヶ月のときだった。